# Dalton-le-Dale
Dalton-le-Dale – wieś w Anglii, w hrabstwie Durham. Leży 15 km na północny wschód od miasta Durham i 378 km na północ od Londynu.